# Canberra Cosmos
Canberra Cosmos is een voormalige Australische voetbalclub uit Canberra in het Australisch Hoofdstedelijk Territorium. De club speelde in de National Soccer League.

## Geschiedenis
Canberra Cosmos werd op gericht in 1995. De sportieve resultaten vielen tegen en vanwege financiële problemen werd de club na afloop van het seizoen 2000/2001 opgeheven.

## Bekende spelers
- Vince Grella

## Bekende trainers
- Branko Čulina